# Katarina Sarić
Katarina Sarić (1976) je crnogorska književnica koja živi i stvara na relaciji Beograd-Budva.

## Biografija
Katarina Sarić je rođena 1976. godine na Cetinju. Na Filozofskom fakultetu u Nikšiću je prvo diplomirala maternji jezik sa južnoslovenskim književnostima, a potom i filozofiju. Postdiplomske studije je nastavila na Fakultetu političkih nauka u Podgorici gde je diplomirala socijalnu politiku i socijalni rad. Stručno se usavršavala za rad u oblasti socijalne inkluzije u „Zavodu za školstvo”, „Fondaciji za aktivno građanstvo”, i Centru za antidiskriminaciju „Ekvista” u Podgorici.
Bavi se pisanjem poezije, proze, romana, književne kritike, putopisa. Pesme su joj prevođene na engleski, romski, ruski, grčki, italijanski, nepalski i portugalski  jezik. Saradnik je mnogih časopisa i književnih portala, kako u Srbiji, tako i u Crnoj Gori. Sa svojom poezijom (ciklus pesama „Women's Curse”), zastupljena je u srpskom časopisu „Poetryzine” koji izlazi na engleskom jeziku, i britanskom „The Poet Magazinu”, za koji je nedavno dala intervju srpskoj književnici i novinarki Ani Stjelji. Izborom poezije na engleskom jeziku, uvrštena je u međunarodnu antologiju novih glasova „East meet West Anthology” (Kolkata, Indija, 2018) i u antologiju „Spark Creative Anthology” (Lumis, Kalifornija, 2018). Proznim radovima zastupljena je u „Antologiji ženskog proznog stvaralaštva” koju je priredila dr Sofija Kalezić. Zastupljena je zborniku naučnih radova „Književnost i jezik u funkciji promovisanja univerzalnih vrijednosti i identitetskih komponentni crnogorskog društva”, i to u radu dr Marije Krivokapić Diamond „Ženski kod u književnosti Katarine Sarić”. Sa svojim poetskim video performansom „Shell”, bila je učesnica evropskog poetskog festivala „Versopolis (Speaking up!)”, kao predstavnica srpskog Udruženja za promociju kulture raznolikosti Alia Mundi. Njena zbirka poezije „Smrt Madam Dupin” nagrađena je na ovogodišnjem konkursu izdavačke kuće POETIKUM iz Kraljeva, kao najbolja i najinovativnija pesnička knjiga od pristiglih 148 rukopisa.
Autorka je brojnih književnih performansa. Urednica je edicije „Vavilonska biblioteka”  koja objavljuje poeziju i prevode poezije savremenih pesnika. 

## Objavljene knjige
- roman „S one strane svjetlosti” (2011)
- filosofsko-fragmentarna triologija „Caligat in Sole” (2012)
- epistolarni roman „Nađa, uspori, zgazićeš pticu” (2014)
- roman „Amputirani” (2017)
- zbirka priča „Akutna ženska sedmica” (2017)
- zbirka poezije „Sve jAdno mi je i ostale dijagnoze” (Narodna biblioteka Budva, 2019)
- dvotomna savremena epika„ Kamijada i Kamiseja” (2018)
- putopis Moja Indija – OM journay (2019)
- životopis „Golo meso” (Balkanski književni glasnik, Beograd, 2020)
- zbirka priča „Kakofonija” (Balkanski književni glasnik, Beograd, 2020)
- zbirka poezije „Globus Hystericus” (Balkanski književni glasnik, „Beograd”, 2020)
- zbirka poezije „Smrt Madam Dupin” (Poetikum, Kraljevo, 2021)

## Spoljašnje veze
- Diogen pro kultura magazin
- Poetryzine
- The Poet Magazine
- Libartes.rs
- Vesti Online
- Versopolis
- Vavilonska biblioteka